# パフターバード
パフターバード (ラテン文字:Paxtaobod, Paxtaabad, Pakhtaabad、ウズベク語: Paxtaobod / Пахтаобод、ロシア語: Пахтаабад) はウズベキスタン・アンディジャン州の都市である。州都のアンディジャンからは北東に約20kmの地点にあり、街の付近にはナルイン川が流れる。2012年の人口は27,771人となっている。「パフタバド」、「パフタアバド」、「パフタオボド」と表記されることもある。

## 概要
1975年に都市として設立された。Pakhta (Paxta) は「綿」を、Abad (Obod) は「都市」を意味する。その名の通り、主な産業は綿花栽培である。
街にはアンディジャンやフェルガナへと向かうウズベキスタン鉄道の駅がある。